# Keepsakes - A Collection
Keepsakes - A Collection é uma antologia musical da banda inglesa All About Eve lançado em 13 de março de 2006. O álbum está disponível em disco duplo ou em uma versão limitada de CD e DVD.
Diferentemente de Winter Words - Hits and Rareties, essa coletânea foi feita com o aval do grupo. Segundo Julianne Regan (vocalista) "Compilar o álbum me lembra que nós somos uma banda boa em 70% do tempo."[carece de fontes?]

## Faixas
Disco 1
1. Flowers in Our Hair (versão estendida)
2. In The Clouds
3. Calling Your Name
4. Paradise (1988 remix)
5. Martha's Harbour
6. Every Angel (7" remix)
7. What Kind Of Fool (Autumn Rhapsody)
8. Wild Flowers (Versão de 1988 da  BBC)
9. Candy Tree (Ao vivo em Hammersmith Odeon em 1988)
10. Wild Hearted Woman (Ao vivo em Hammersmith Odeon em 1988)
11. Our Summer (Live)
12. In The Meadow (Ao vivo em Hammersmith Odeon em 1988)
13. Gold and Silver
14. Scarlet
15. Road To Your Soul
16. Drowning
17. December
18. What Kind Of Fool 2006
19. The Empty Dancehall - Revisited

Disco 2
1. Farewell Mr Sorrow
2. Strange Way
3. Rhythm Of Life
4. Wishing the Hours Away
5. The Dreamer (Tim Palmer Mix)
6. Touched By Jesus
7. Are You Lonely
8. See Emily Play (Demo Version)
9. Phased
10. Freeze
11. I Don't Know (Alternate Version)
12. Some Finer Day
13. Infrared
14. Outshine The Sun
15. Let Me Go Home
16. Keepsakes
17. Raindrops

DVD (apenas em verão limitada):
1. Flowers In Our Hair (vídeo)
2. In The Clouds (vídeo)
3. Wild Hearted Woman (vídeo)
4. Every Angel (vídeo)
5. Martha's Harbour (vídeo)
6. What Kind Of Fool (vídeo)
7. Road to Your Soul (vídeo)
8. December (vídeo)
9. Scarlet (vídeo)
10. Farewell Mr Sorrow (vídeo)
11. Strange Way (vídeo)
12. The Dreamer (vídeo)
13. Phased (vídeo)
14. Some Finer Day (vídeo)
15. Let Me Go Home (vídeo)
16. Every Angel (performed for Going Live! in 1988)
17. Martha's Harbour (Tocado ao vivo para o Top of the Pops em 1988)
18. What Kind Of Fool (Tocado ao vivo para o Top of the Pops em 1988)
19. Scarlet (Tocado para o Daytime Live em 1990)
20. More Than The Blues (Tocado ao vivo para o Daytime Live em 1990)
21. Farewell Mr Sorrow (Tocado ao vivo para o Top of the Pops em 1991)